# Friedrich August Theodor Winnecke

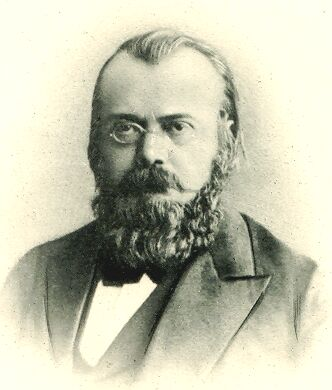
Friedrich August Theodor Winnecke

Friedrich August Theodor Winnecke (ur. 5 lutego 1835, zm. 3 grudnia 1897) – niemiecki astronom, znany z poszukiwania komet i opisywania gwiazd podwójnych.

## Życiorys
Urodził się 5 lutego 1835 roku w Groß-Heere, niedaleko Hildesheim w Niemczech. Studiował astronomię w Getyndze, później w Berlinie i Bonn. Współpracował z Gaussem. Po siedmioletniej pracy w obserwatorium w Pułkowie w Rosji (1858–1865), powrócił do Bonn z powodu słabego zdrowia. Po dojściu do zdrowia w 1872, przejął kierownictwo nad zakładem astronomii w Strasburgu, które oddał w 1881 zmuszony powracającą chorobą. Zmarł w Bonn 3 grudnia 1897 roku.
Odkrył 10 komet, wśród nich 7P/Pons-Winnecke. W 1869 opublikował w czasopiśmie „Astronomische Nachrichten” swoją najbardziej znaną pracę, Doppelsternmessungen (Pomiary gwiazd podwójnych), gdzie oprócz znanych wcześniej gwiazd podwójnych umieścił siedem, które uznał za nowo odkryte. Czwartą z nich, WNC4, John Mallas w 1966 roku zidentyfikował jako M40 z katalogu Messiera. Trzy inne również były znane już wcześniej.
W latach 1853–1876 Winnecke odkrył także 8 obiektów, które znalazły się później w katalogu NGC, dziewiątego nie udało się odnaleźć.
Jedna z planetoid została nazwana (207) Hedda od imienia Hedwig, żony Friedricha Winnecke'go.